# Sam Carter
Samuel David Carter (East Preston, West Sussex, Inglaterra; 9 de septiembre de 1988), más conocido como Sam Carter, es un cantante británico, actual vocalista de la banda de metalcore y mathcore Architects.

## Antes de unirse a Architects
Antes de unirse a Architects, Carter estudió en el Brighton Institute of Modern Music, ya que vivía en Brighton. Se sabe que también tocó la batería en algunas bandas, como Nervous Wreck.

## Adicción a la marihuana
Carter tuvo una seria adicción a la marihuana. Él mismo decía que siempre fumaba un poco por las noches y que como consecuencia, al día siguiente le dolían los pulmones. Además, admitió que su adicción sirvió de base a las letras de las canciones Early Grave, Follow The Water y In Elegance del álbum Hollow Crown.

## Discografía
Con Architects
- Ruin (2007)
- Architects/Dead Swans Split EP (2008)
- Hollow Crown (2009)
- The Here And Now (2011)
- Daybreaker (2012)
- Lost Forever // Lost Together (2014)
- All Our Gods Have Abandoned Us (2016)
- Holy Hell (2018)
- For Those That Wish to Exist (2021)
- The Classic Symptoms of a Broken Spirit (2022)
- The Sky, the Earth & All Between (2025)

Apariciones como invitado
- Dead Swans
  - Swallow (Architects/Dead Swans Split EP, 2008)

- Bring Me the Horizon
  - The Sadness Will Never End (Suicide Season, 2008)

- Your Demise
  - All I Never Want to Be (Ignorance Never Dies, 2009)

- Comeback Kid
  - Pull Back the Reins (Symptoms + Cures, 2010)

- Deez Nuts
  - Band of Brothers (Bout It, 2013)

- Heights
  - Eleven Eyes (Old Lies For Young Lives, 2013)

- Stray from the Path
  - First World Problem Child (Subliminal Criminals, 2015)

- Antagonist A.D.
  - You're Killing It (Downer) (Haunt Me As I Roam, 2015)

- Neck Deep
  - Don't wait (The Peace and the Panic, 2017)

- Good Charlotte
  - Leech (Generation Rx, 2018)

- Spiritbox
  - Yellowjacket (Eternal Blue, 2021)

- Thrice
  - Under A Killing Moon (The Artist in the Ambulance - Revisited, 2023)

- Datos: Q23890980